# Stanislas-André Steeman

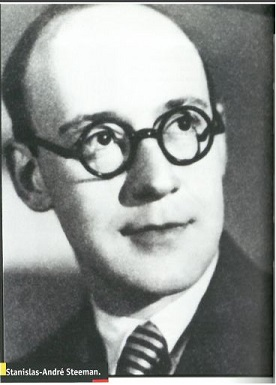
Stanislas-André Steeman

Stanislas-André Steeman (Luik, 23 januari 1908 - Menton, 15 december 1970) was een Belgische Franstalige schrijver en illustrator. Hij werd vooral bekend als schrijver van politieromans.

## Biografie
Reeds in zijn kindertijd schreef Steeman verhalen, en tekende hij stripverhalen. Op zijn zestiende stuurde hij verhalen naar de Parijse krant Le Sourire, die ze ook publiceerde. Steeman werkte ook regelmatig samen met Revue Sincère in Brussel, waar verhalen van hem werden gepubliceerd.
In 1924 werd Steemans eerste verhalenbundel, Ephémères, gepubliceerd. Een tweede, Histoires belges, verscheen in 1926. Steeman ging daarna als journalist werken bij La Nation belge. In 1927 bracht hij zijn eerst roman uit, Un roman pour jeunes filles. Samen met Sintair, een andere journalist bij La Nation belge, schreef hij zijn eerste politieroman La Mystère du zoo d'Anvers. Steeman ging verder in dit genre. Een bekroning kwam er in 1931 met de Prix du Roman d'Aventures voor Six hommes morts. Een van zijn bekendste werken, L'assassin habite au 21 uit 1939, werd in 1942 verfilmd door Henri-Georges Clouzot.
Hij stond aan de wieg van de carrière van schrijver en stripscenarist André-Paul Duchâteau, die Steemans werk later bewerkte voor theater, tv en strip.
Steeman werd in 1995 verkozen tot een van de Cents Wallons du siècle (honderd Walen van de eeuw) door het Institut Jules Destrée. Hij is de vader van humorist Stéphane Steeman.

## Verfilmingen
Verschillende werken van Steeman werden verfilmd
- 1941: M. Wens en croisière van Georges Jamin, gebaseerd op Cabine 19, hoofdstuk VI van de roman L'Infaillible Silas Lord
- 1941: Le Dernier des six van Georges Lacombe, gebaseerd op de roman Le Dernier des six. De filmtitel is de titel van hoofdstuk 23 in de roman.
- 1942: L'assassin habite au 21 van Henri-Georges Clouzot
- 1946: Les Atouts de M. Wens van Emile-Georges De Meyst
- 1946: L'Ennemi sans visage van Maurice Cammage en R. P. Dagan
- 1947: Quai des orfèvres van Henri-Georges Clouzot
- 1947: Le Mannequin assassiné van Pierre de Hérain
- 1949: Le Furet van Raymond Leboursier
- 1950: Mystère à Shanghaï van Roger Blanc
- 1952: Brelan d'as van Henri Verneuil. Het eerste luik van deze film, L'Alibi de M. Wens, is gebaseerd op hoofdstuk XII van de roman Six Hommes morts
- 1953: Dortoir des grandes van Henri Decoin, gebaseerd op18 fantômes
- 1962: Que personne ne sorte van Yvan Govar, gebaseerd op Six Hommes à tuer